# 丰谷酒
丰谷酒是四川绵阳出产的一种白酒。绵阳当地酿酒历史悠久，最早有文字记载的为“富乐烧坊”，后因战乱虽屡废屡兴，但后来者均用原名以广招徕，直至清朝康熙年间。1682年，陕西酒师王秉政携子王发天入川至当地入主最后一家富乐烧坊；其后合并多家酒坊，于1700年更名为“丰谷天佑烧坊”，丰谷酒由此而生。1950年当局合并包括丰谷天佑坊在内的多家酒坊成立绵阳县国营酒厂，后数度易名，于2006年被私企汉龙集团收购，但2013年汉龙集团因掌门人刘汉因涉黑被拘，随后集团资产于2017年被拍卖，酒厂由国企绵阳科发集团收购。丰谷酒为以高粱、大米、小麦、糯米、玉米酿成的浓香型白酒。